# Paul Boccara
Paul Boccara (* 13. September 1932 in Tunis; † 26. November 2017) war ein französischer Historiker und Ökonom. Boccara war Vorstandsmitglied des Parti communiste français. In den 1960er-Jahren war Boccara maßgeblich beteiligt an der Ausarbeitung der Theorie vom Staatsmonopolistischen Kapitalismus. Er war seit 1974 Assistent, von 1985 bis 1992 Dozent an der Université de Picardie Jules Verne und Forschungsbeauftragter für Wirtschaftswissenschaften im CNRS.

## Werdegang
Boccara wurde in eine französisch-jüdische Familie hineingeboren und lebte in Tunis, wo er die ersten zwanzig Jahre seines Lebens verbrachte. Er stammte aus einer frommen Familie, brach aber früh mit allen Religionen. Sein Vater, der aus einfachen Verhältnissen stammte, war Handelsvertreter, Gerichtsvollzieher und dann Angestellter geworden. Seine Mutter stammte aus einer Kaufmannsfamilie und übte keinen Beruf aus. Als Kind wurde er stark vom Zweiten Weltkrieg geprägt und beschäftigte sich mit diesem Konflikt. Bocara besuchte das Carnot-Gymnasium in Tunis und interessierte sich für Literatur. Er war ein guter Schüler und schrieb sich gleichzeitig für Jura und Wirtschaftswissenschaften und auf Wunsch der Eltern auch für ein Medizinstudium ein. Schließlich studierte er gleichzeitig Geschichte und Wirtschaftswissenschaften. Boccara war Student von François Châtelet in Philosophie und Raymond Barre in Wirtschaftswissenschaften. Seine politische Überzeugung wurde besonders geprägt von Vorlesungen von Henri Wallon, Henri Lefebvre, Roger Garaudy und anderen Intellektuellen. 1952 verließ er Tunis und setzte sein Geschichtsstudium fort. Als er in Paris ankam, trat er gleichzeitig mit seiner Frau der Kommunistischen Partei Frankreichs bei.
Er war ausgebildet als Ökonom, beherrschte die Tiefen der bürgerlichen Profession ebenso wie den Gipfelblick der politischen Ökonomie. Neben dem Studium der Ökonomie stand zugleich das Studium der Geschichtswissenschaft sowie der Anthropologie. Drei Themen beschäftigten ihn und machen seine Wirkung aus: In den 1970er Jahren war er wesentlich Begründer der Diskussion um den Staatsmonopolitischen Kapitalismus. Dessen Analyse brachte er später mit der Krisenanalyse zusammen und legte am Beginn des Jahrzehntes ein zweibändiges Werk über den Akkumulationsprozess der Gegenwart vor – theoriegeladen und auf die heutigen Bedingungen blickend. Verbunden war dies mit dem wachsenden Interesse an Fragen der Anthroponomie, der er sich in seinen Neun Lektionen zentral zuwendet.
Sein Sohn Frédéric Boccara ist Wirtschaftswissenschaftler und Mitglied der nationalen Führung der PCF.

## Werke (Auswahl)
- Die Theorie der Überakkumulation und die öffentlichte Finanzierung, in: Marxistische Blätter. Sonderheft 2/1967, S. 44–54.
- Études sur le capitalisme monopoliste d'État, sa crise et son issue. Éditions sociales, 1973.
  - deutsch: Studien über den staatsmonopolistischen Kapitalismus, seine Krise und seine Überwindung. Frankfurt am Main, Verlag Marxistische Blätter 1976.
- Der Staatsmonopolistische Kapitalismus, Frankfurt am Main, Verlag Marxistische Blätter 1972.
- Sur la mise en mouvement du 'Capital'. Editions sociales, collection Terrains, 1978.
- Studien über „Das Kapital“. Frankfurt am Main, Verlag Marxistische Blätter, 1982.
- Intervenir dans les gestions avec de nouveaux critères. Messidor/Éditions Sociales, 1985.
- Neuf leçons sur l'anthroponomie systémique. Paris, Delga 2017.
- Théories sur les crises - La suraccumulation et la dévalorisation du capital, Delga 2013/2015